# حالا حالاها
«حالا حالاها» (انگلیسی: On and On and On) ترانه‌ای پاپ از گروه سوئدی آبا است که در سال ۱۹۸۰ منتشر شد. این ترانه در مه ۱۹۸۱ در جدول ترانه‌های باشگاه رقص به رتبهٔ نخست و در بیلبورد هات ۱۰۰ به رتبه ۹۰ دست یافت.

## جداول موسیقی

### جداول هفتگی
| جداول (۱۹۸۱–۱۹۸۰)                  | بالاترین رتبه |
| ---------------------------------- | ------------- |
| استرالیا (گزارش موسیقی کنت)        | ۹             |
| فرانسه (SNEP)                      | ۷             |
| ژاپن (اوریکون)                     | ۲۴            |
| بیلبورد هات ۱۰۰ آمریکا             | ۹۰            |
| ترانه‌های باشگاه رقص بیلبورد آمریکا | ۱             |